# Herbringhausen
Die Hofschaft Herbringhausen ist ein kleiner Ortsteil im Wuppertaler Wohnquartier Herbringhausen im Stadtbezirk Langerfeld-Beyenburg, Bundesland Nordrhein-Westfalen. Er ist Namensgeber des Herbringhauser Baches, der seinerseits Namensgeber für die Herbringhauser Talsperre ist.

## Etymologie und Geschichte
Der etymologische Ursprung der alten Ortsbezeichnung Herbringhausen kommt von „Haribrehtinghuson“ (= „Haus der Sippe des Heribreht“), daraus wurde 1397 „Herbrechinchusen“ abgeleitet. Die Endung -inghausen lässt auf eine Besiedlung im 9./10. Jahrhundert durch die Borchter schließen, die an der mittleren Ruhr lebten und bis zu Karls Sachsenkriegen unter sächsischer Herrschaft standen.
Herbringhausen ist seit dem 14. Jahrhundert als Teil der Honschaft Garschagen beurkundet und gehörte zum Amt Beyenburg im Herzogtum Berg. 1457 wird der Ort als Teil des Hofverbands Mosblech als Allodialbesitz des Herzogs von Berg erwähnt. Einzelne Güter des Wohnplatzes gehörten aber nicht der Honschaft, sondern verwaltungstechnisch der Außenbürgerschaft Lennep an.
Der Ortsname wurde noch 1797 als Heberinghausen geschrieben.
1815/16 lebten 167 Einwohner im Ort, 105 davon gehörten zur Honschaft Garschagen, 62 zur Außenbürgerschaft Lennep. 1832 war Herbringhausen weiterhin Teil der Honschaft Garschagen, die seit der Franzosenzeit der Bürgermeisterei Lüttringhausen angehörte, und der Außenbürgerschaft Lennep der Bürgermeisterei Lennep. Der laut der Statistik und Topographie des Regierungsbezirks Düsseldorf als Dorfschaft bezeichnete Ort besaß zu dieser Zeit 25 Wohnhäuser (14 zur Honschaft und 11 zur Außenbürgerschaft), 17 landwirtschaftliche Gebäude (9 und 8) und ein öffentliches Gebäude, die Schule. Zu dieser Zeit lebten 168 Einwohner im Ort (102 und 66), 19 katholischen und 149 evangelischen Glaubens. Im Gemeindelexikon für die Provinz Rheinland von 1888 werden 28 Wohnhäuser (18 zu Lüttringhausen und 10 zu Lennep) mit 188 Einwohnern (131 und 57) angegeben.
1900 hatten sich auf Drängen des Bürgermeisters Richard Gertenbach die Bandwirker der Hofschaft zu einer Aktiengesellschaft zusammengeschlossen und ein gemeinsames Fabrikgebäude errichtet. Dieses Gebäude wurde bis 1975 benutzt und danach niedergelegt.
Bis zur Gemeindereform 1929 gehörte Herbringhausen zur Stadt Lüttringhausen und wurde dann nach Wuppertal eingemeindet.
Die einklassige Volksschule von Herbringhausen, deren Ursprünge im 18. Jahrhundert liegen, wurde 1967 aufgelöst. Lehrer an dieser Schule war auch der lange Jahre in Herbringhausen lebende Heimatdichter Paul Figge, der Heimatspiele, Romane und lyrische Texte verfasste.
Herbringhausen besaß mehrere Wirtschaften sowie zwei kleinere Einkaufsgeschäfte mit den ersten öffentlichen Fernsprechapparaten, die häufig benutzt wurden, um auch den ansässigen Bauern Nachrichten zukommen zu lassen. Nacheinander wurden die Wirtschaften und Geschäfte aufgegeben. Nach mündlicher Überlieferung bestanden um 1960 noch zehn Wirtschaften, darunter die heute noch geöffnete Hastberger Mühle (auch Luckhauser Mühle oder Gerds Mühle).

## Vereine und Brauchtum

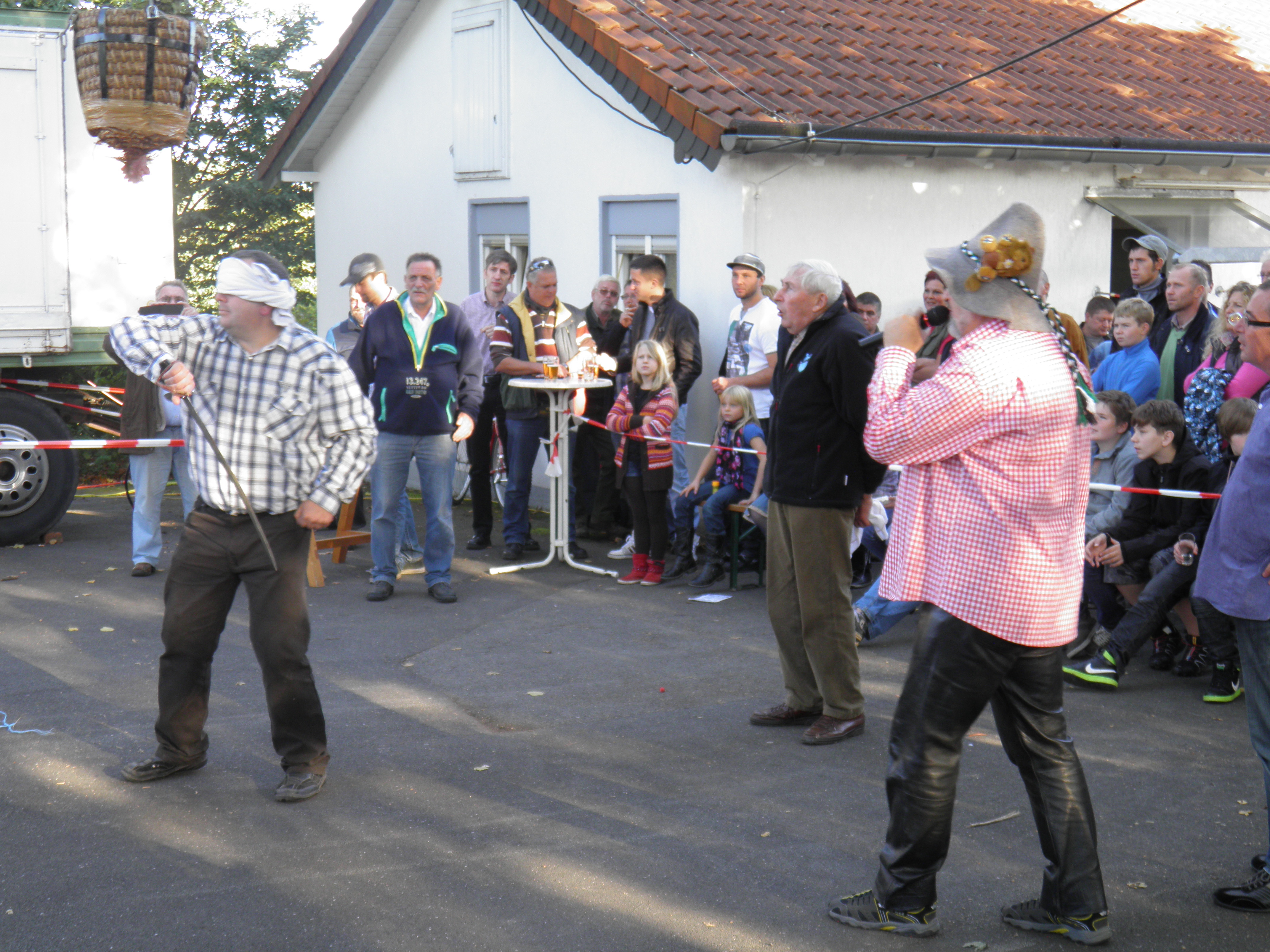
Hahnenköppen 2012

Herbringhausen pflegt seit 1913 die Tradition des Hahnenköppens. Der Hahnenkönig wird im Rahmen des Oktoberfestes des Männergesangvereins Niegedacht Herbringhausen ermittelt, wobei es zahlreiche Bewerber gibt. Dies erfolgt unter zeitweiligen Protesten des Tierschutzvereins nicht mit einer Attrappe, sondern mit einem echten, aber vorher geschlachteten, Hahn.
Am 4. Juni 1899 wurde die Herbringhauser Freiwillige Feuerwehr ins Leben gerufen und ist heute noch aktiv. Der Löschzug Herbringhausen besteht zurzeit aus 21 aktiven Feuerwehrmitgliedern und seit dem 27. Januar 2018 unter der Leitung von Deniz Önler als Löschzugführer.
Der Männergesangverein Niegedacht Herbringhausen besteht seit 1896 und macht in den letzten Jahren neben den zahlreichen Konzertauftritten insbesondere durch seine Karnevalsveranstaltungen von sich reden.
Ferner gibt es den Bürgerverein Herbringhausen, der sich um örtliche Belange kümmert.

## Umgebung
Unweit der Ortschaft liegt die um 1900 zur Trinkwasserversorgung errichtete Herbringhauser Talsperre. Sie hat ein Speichervolumen von 2,9 Millionen Kubikmetern und ein Einzugsgebiet von 5,7 km².  
Östlich der Hofschaft erstreckt sich das 47 ha große  Naturschutzgebiet Herbringhauser Bachtal. Es umfasst das Tal des Herbringhauser Baches unterhalb der Talsperren-Staumauer bis zu seiner Mündung in die Wupper. Westlich von Herbringhausen liegt das 36 ha große Naturschutzgebiet Marscheider Bachtal. Beide Bachtäler sind Heimat zahlreicher seltener Tier- und Pflanzenarten.

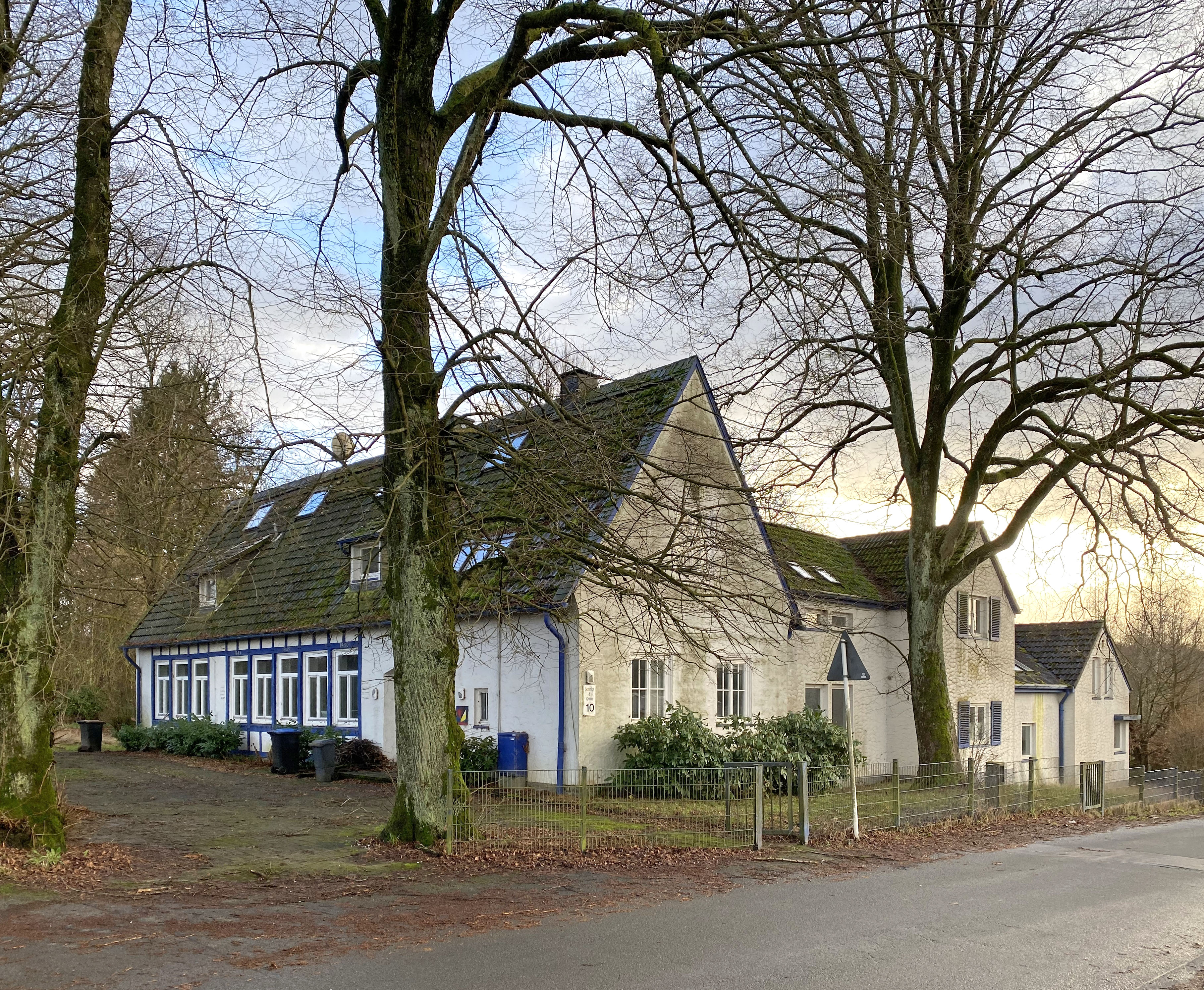
Ehemalige Schule Herbringhausen 10
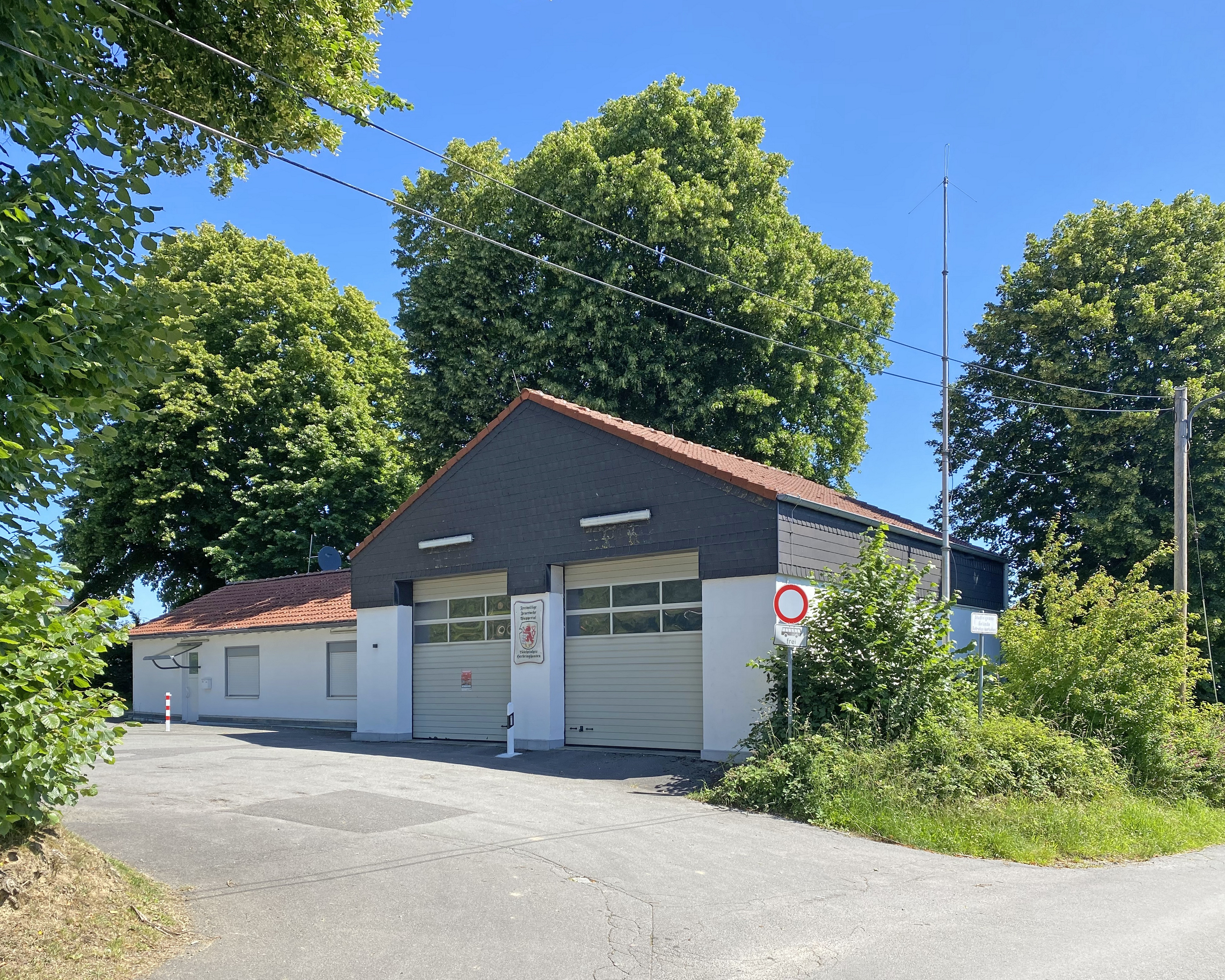
Freiwillige Feuerwehr Löschzug Herbringhausen
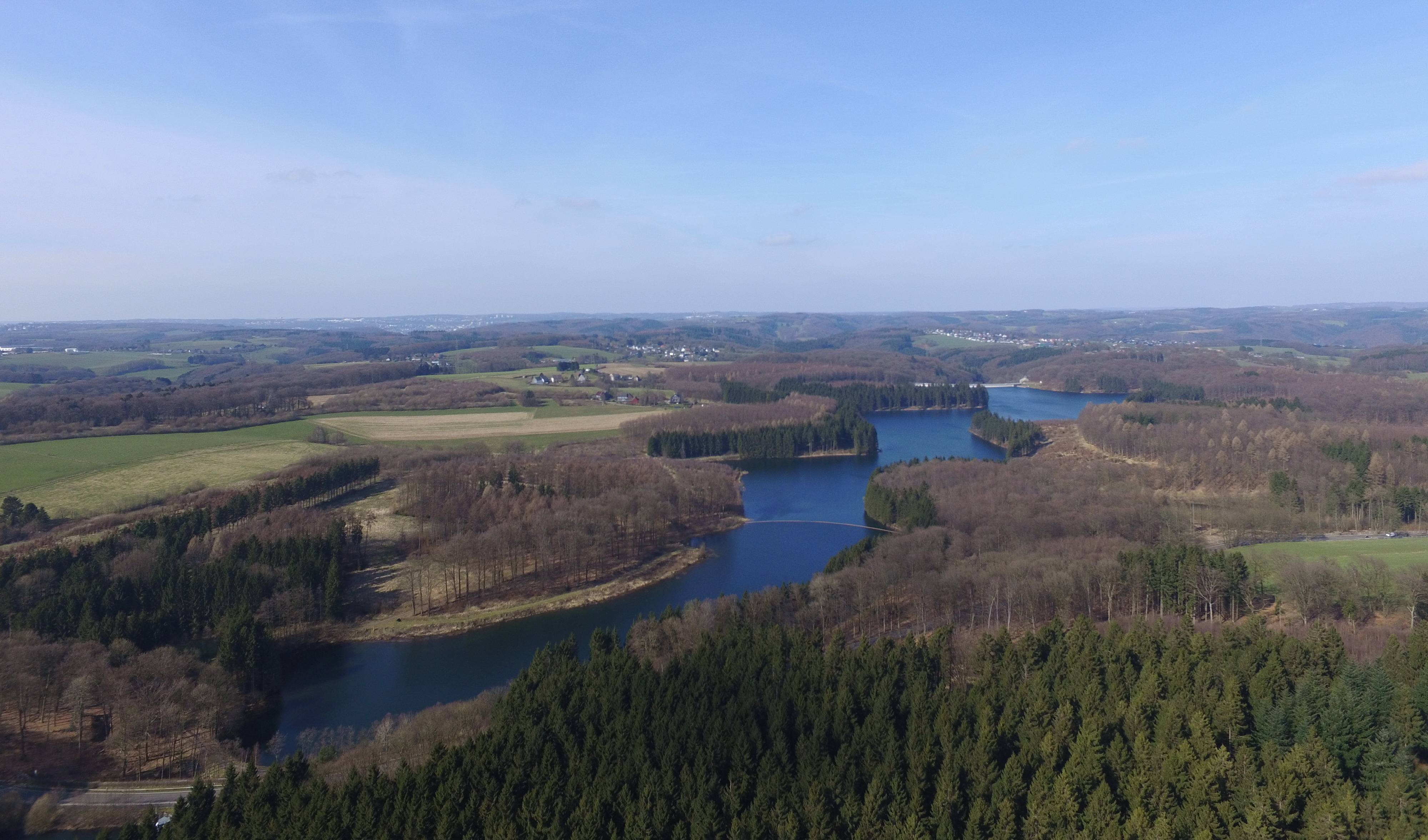
Herbringhauser Talsperre
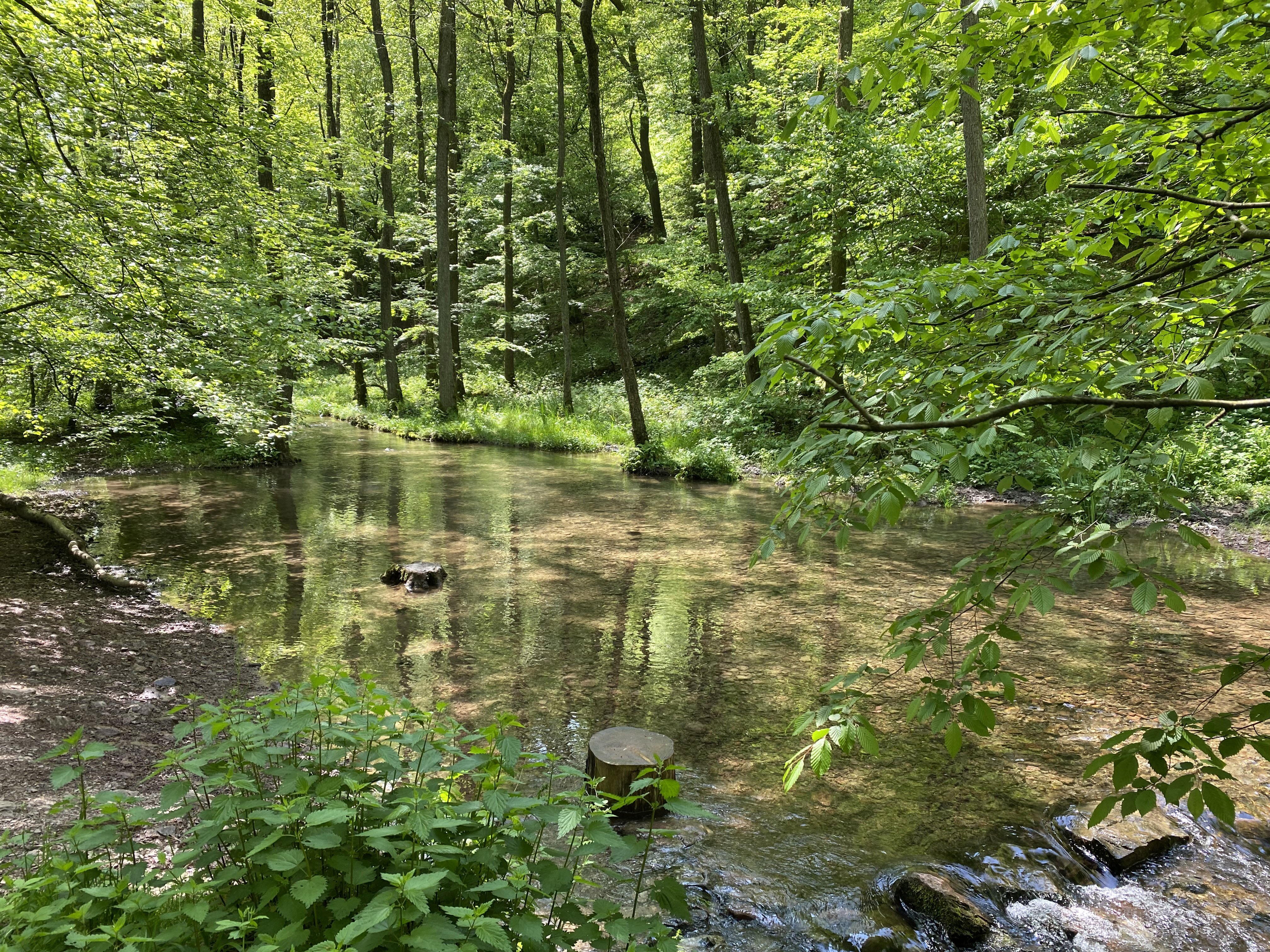
Naturschutzgebiet Herbringhauser Bachtal
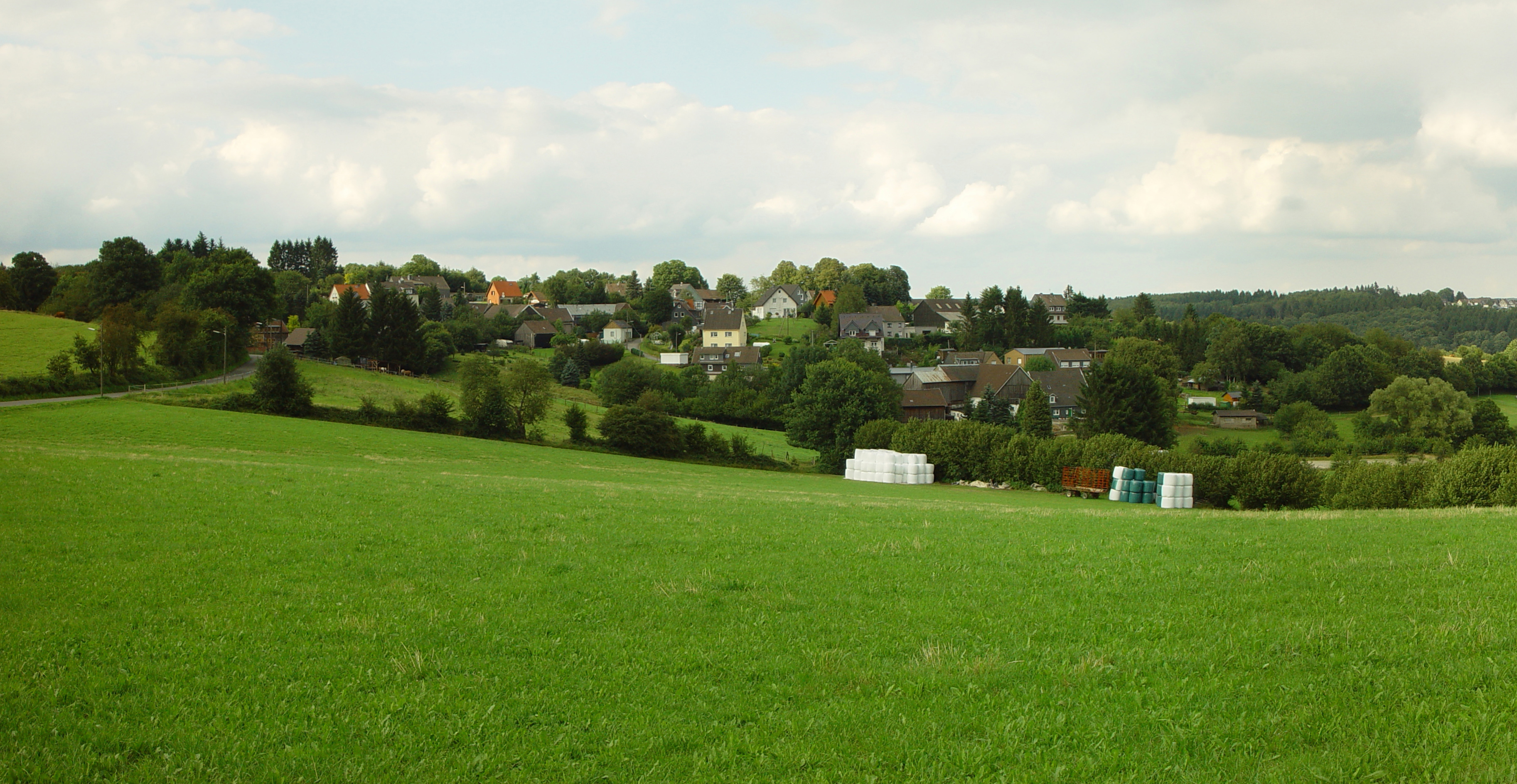
Der Weiler Herbringhausen